# Каско-Антигуо (Севилья)
Каско-Антигуо (исп. Casco Antiguo) — один из одиннадцати административных районов, на которые подразделяется городской муниципалитет Севилья, находящийся в составе комарки Большая Севилья.

## Расположение
Район расположен в центральной, исторической части Севильи.
Граничит с:
- Южным районом и районом Лос-Ремедиос — на юге;
- районами Нервьон и Сан-Пабло-Санта-Хуста — на востоке;
- районом Макарена — на севере;
- районом Триана — на западе.

## Административное деление
Административно район Каско-Антигуо подразделяется на 12 микрорайонов (исп. barrios):
- Эль-Ареналь (исп. El Arenal);
- Энкарнасьон-Рехина (исп. Encarnación-Regina);
- Альфальфа (исп. Alfalfa);
- Сан-Бартоломе (исп. San Bartolomé);
- Сан-Лоренцо (исп. San Lorenzo);
- Сан-Хиль (исп. San Gil);
- Мусео (исп. Museo);
- Санта-Каталина (исп. Santa Catalina);
- Санта-Крус[исп.] (исп. Santa Cruz);
- Ферия (исп. Feria);
- Сан-Хулиан (исп. San Julián);
- Сан-Висенте (исп. San Vicente)[3][4].

## Население
По состоянию на:
- 1 января 2012 года население района составляло 60 437 человек (28 322 мужчины и 32 115 женщин);
- 1 января 2011 года — 60 092 человека (28 054 мужчины и 32 038 женщин)[2].